# هبکی
هبکی روستایی از توابع بخش مرکزیِ شهرستان سقز است که در استان کردستان ایران قرار دارد.
هبکی دارای تپه‌ها و کوه پایه‌هایی فراوان است که اطراف این روستا را احاطه کرده‌است. این روستا دارای قدمتی چندصد ساله است بطوری که مشاهیر و افراد زیادی در سالیان قدیم در آن زندگی کرده‌اند. شغل مردم بیشتر کشاورزی و دامداری است که دامداری نمو بیشتری پیدا کرده‌است.

## جمعیت
این روستا در دهستان سرا واقع شده و براساس سرشماری سال ۱۳۸۵، جمعیت آن ۲۰۱ نفر (۴۳ خانوار) بوده‌است.